# Steve Beshear
Steve Beshear (Dawson Springs, Kentucky, 21 de septiembre de 1944) es un político estadounidense del Partido Demócrata. Desde diciembre de 2007 hasta diciembre de 2015 ocupó el cargo de gobernador de Kentucky.